# Natalja Haluschko
Natalija Haluschko (ukrainisch Наталія Галушко, engl. Transkription Nataliya Halushko russisch Наталья Галушко; * 18. September 1971, Oblast Poltawa) ist eine belarussische Langstreckenläuferin ukrainischer Herkunft, die sich auf den  Marathon spezialisiert hat.
Bei den Halbmarathon-Weltmeisterschaften 1994 belegte sie den zwölften Platz und stellte mit 1:11:00 den aktuellen Landesrekord auf (Stand Ende 2007). Im selben Jahr gewann sie den Lausanne-Marathon. Beim Hannover-Marathon siegte sie von 1995 bis 1997 und wurde 1998 Zweite. 1998 stellte sie als Sechste des Osaka Women’s Marathon mit 2:29:47 h ihre persönliche Bestzeit auf. 2001 wurde sie Dritte beim Nagano-Marathon.
Beim Marathon der Olympischen Spiele 1996 in Atlanta belegte sie den 50. Platz.